# Det Norske Misjonsforbund
Det Norske Misjonsforbund (DNM) är ett evangelikalt trossamfund i Norge, bildat 1884 på initiativ av den svensk-amerikanske väckelsepredikanten Fredrik Franson.
I dag är ett hundratal lokala församlingar anslutna till samfundet. Ungdomsförbundet heter Misjonsforbundet UNG.
DNM är medlem av Internationella federationen av fria evangeliska kyrkor (IFFEC), vars nordiska barn- och ungdomskommitté (NBUKI) Misjonsforbundet UNG tillhör.  

## Historia
Under 1850-talet gick stora väckelser fram över Norge. Prästen Gustav Adolph Lammers var en av de tongivande väckelseförkunnarna.
1856 bildade han de första norska frikyrkoförsamlingarna, i Skien och Tromsø. 
Fler församlingar bildades under de kommande åren och 1882 slöt de sig samman i Den frie Fællesmissionsforening, ofta förkortat "Frimisjonen". 
1883 började Fredrik Franson att hålla möteskampanjer i Norge. 
Han ivrade för ett närmare samarbete mellan friförsamlingarna som året därpå bildade Det Norske Misjonsforbund under mottot Guds barns enhet og synderes frelse.
1889 sände man ut sina första missionärer (till Sydafrika).
1912 bildas ett ungdomsförbund av tio lokala ungdomsföreningar.
1913 startade man en egen missionsskola i Oslo, för utbildning av predikanter, pastorer och missionärer. 
1932 höll den finlands-svenske evangelisten Frank Mangs mötesserier i Norge. Väckelse bröt ut och fram till andra världskriget ökade samfundets medlemstal radikalt.
Under 1950-talet lade man ned missionsskolan och ersatte den med ett teologiskt seminarium (Ansgarskolen) som sedan 1988 är belägen i Kristiansand. 
Under 1970-talet berördes många församlingar av Jesusrörelsen och den karismatiska väckelsen.
Vid årskonferensen 1993 antog DNM visionen Mennesker som ærer Gud, gjør Jesus kjent og vokser i åpne og levende menighetsfelleskap. 
2007 antog man grunddokumentet Rotfestet og raus, där samfundets grundläggande självförståelse och verksamhetssyn läggs fast.
Dokumentet har två bilagor, Evangeliska alliansens trosbekännelse och Lausannedeklarationen.